# Kong: Koponya-sziget
A Kong: Koponya-sziget akció-kaland-fantasy műfajú 2017-es amerikai film Jordan Vogt-Roberts rendezésében, főszereplői Tom Hiddleston és Samuel L. Jackson.

## Szereplők
| Szerep          | Színész           | Magyar hang     |
| --------------- | ----------------- | --------------- |
| James Conrad    | Tom Hiddleston    | Csőre Gábor     |
| Preston Packard | Samuel L. Jackson | Kőszegi Ákos    |
| Mason Weaver    | Brie Larson       | Zsigmond Tamara |
| Hank Marlow     | John C. Reilly    | Besenczi Árpád  |
| Bill Randa      | John Goodman      | Papp János      |
| Houston Brooks  | Corey Hawkins     | Varga Gábor     |
| Victor Neuies   | John Ortiz        | Görög László    |
| San Lien        | Csing Tien        | Csuha Borbála   |